# Schloss Ibm

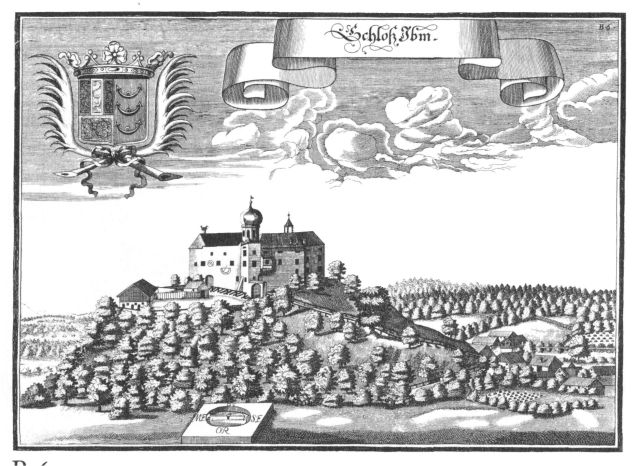
Schloss Ibm nach einem Kupferstich von Michael Wening von 1721

Von dem ehemaligen Schloss Ibm ist heute nur mehr ein Burgstall in dem Ortsteil Ibm der Gemeinde Eggelsberg im Bezirk Braunau übrig geblieben. Die Anlage selbst befand sich auf dem Ibmer Berg (auch Schloss- oder Pankratiusberg genannt), oberhalb der Ortschaft Ibm; als Vorgängeranlage wird eine urgeschichtliche Höhensiedlung (Neolithikum, Bronzezeit) angenommen.

## Geschichte
Die Burg war der Stammsitz der Ibmer (Ibner). Der in 1070 urkundlich nachgewiesene Wichart de Idina ist der erste namentlich bekannte Vertreter dieses Geschlechts. Um 1280 starb diese Familie aus; Ibm wurde daraufhin vom bayerischen Herzog eingezogen und befestigt. 1303 wurden die Grans (Grams) aus Uttendorf mit Ibm belehnt. 1379 erhielt Egkart Tanner die Burg zum Lehen. Die Tanner blieben hier bis 1450. Es folgte Andreas Loder, bayerischer Kanzler, der nachfolgend die Burg für seine Verdienste erhielt; dieser ließ die Burg von Grund auf neu erbauen. 1503 folgt Wolf Sonderndorffer auf Ibm. 1564 erhielt Rosina von Sonderndorff Ibm als Heiratsgut und brachte es in die Ehe mit Hanns Sigmund Jagenrewter von Pernau ein. Eine Gedenktafel mit einem Allianzwappen auf dem Schlossbauernhof zeugt von dieser Heirat. 1575 wurde auch die Burg erneuert. In der Folge kauften die Grafen von Tauffkirchen Ibm; die blieben bis 1872 Besitzer der Burg. Nach den Tauffkirchnern folgte Heinrich Planck von Planckburg; dieser verkaufte Ibm an den Ferdinand Freiherrn von Moreau. 1898 gelangte Ibm in bürgerlichen Besitz (Gebrüder Glaser) und 1915 an eine Aktiengesellschaft.
Die Burg war angeblich bereits seit 1816 baufällig. Sie wurde dann zur Zeit des Ersten Weltkrieges abgetragen, wobei das Material des Schlosses angeblich im Straßenbau Verwendung fand.

## Schloss Ibm heute
Erkennbar sind im Gelände geringe Reste der Umfassungsmauer (etwa 1 Meter hoch). Im Gelände sind noch Burggraben und -wälle sowie ein Hohlweg zur Burg erkennbar.
Ein Weg auf den Hügel ist nicht ausgeschildert. Man kann aber ausgehend von der Maria-Hilf-Kapelle in Ibm zum Schlossbauernhof gehen und von dort einen verwachsenen Weg auf den Burghügel finden.

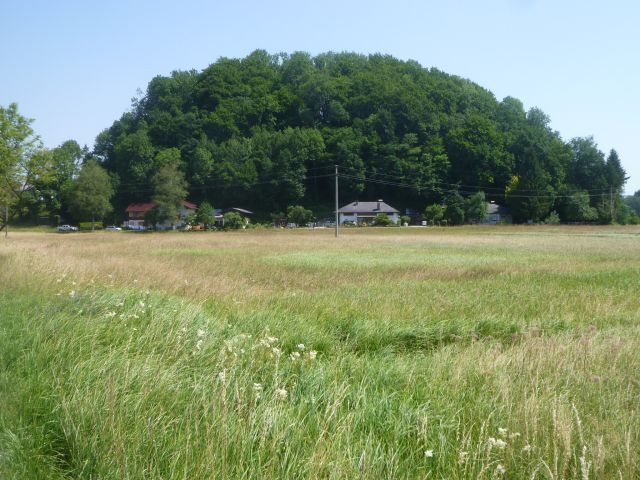
Burgberg
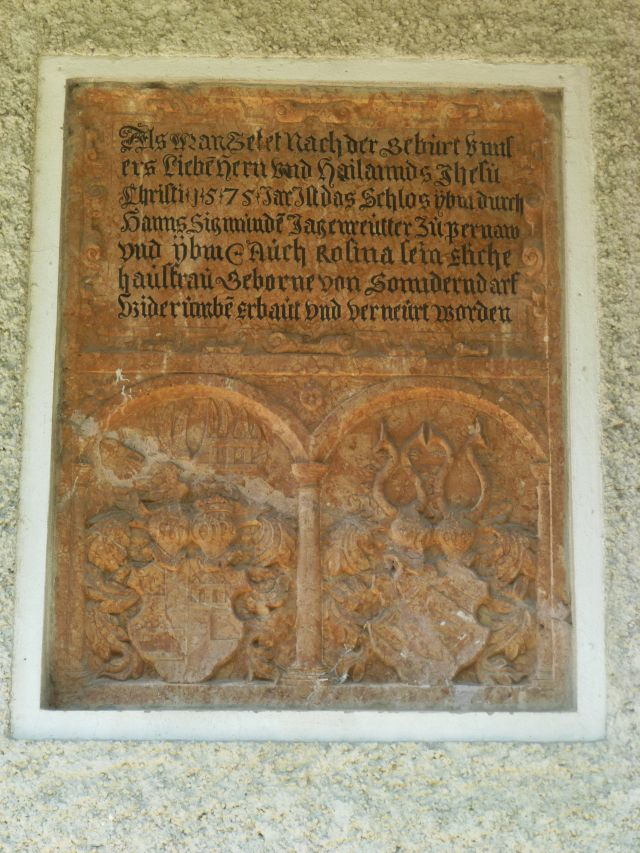
Gedenktafel auf dem Schlossbauernhof in Ibm
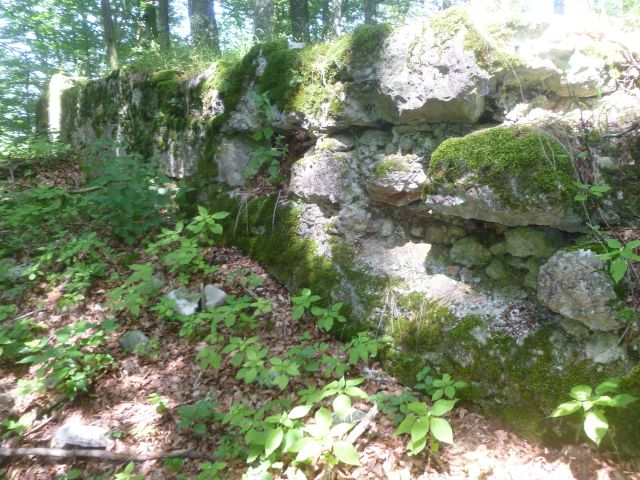
Reste der Umfassungsmauer
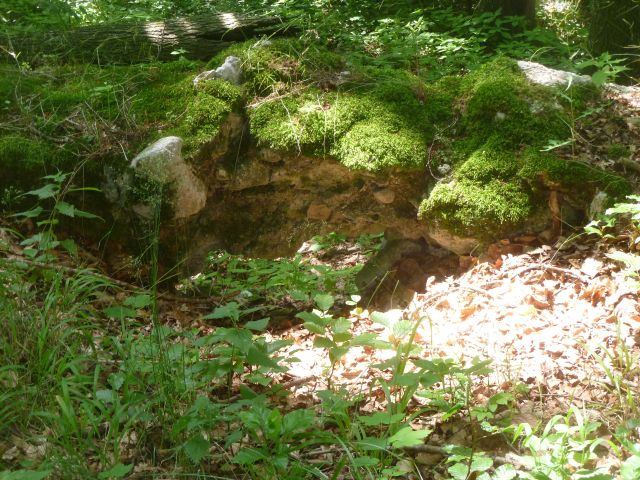
Mauerwerk mit Bogen